# Walter Zwingenberger
Georg Walter Zwingenberger (* 30. August 1880 in Hohenstein-Ernstthal; † 25. März 1963 in Kiel) war ein deutscher Kommunalpolitiker. Er war von 1923 bis 1944 Oberbürgermeister von Zittau.

## Leben und Wirken

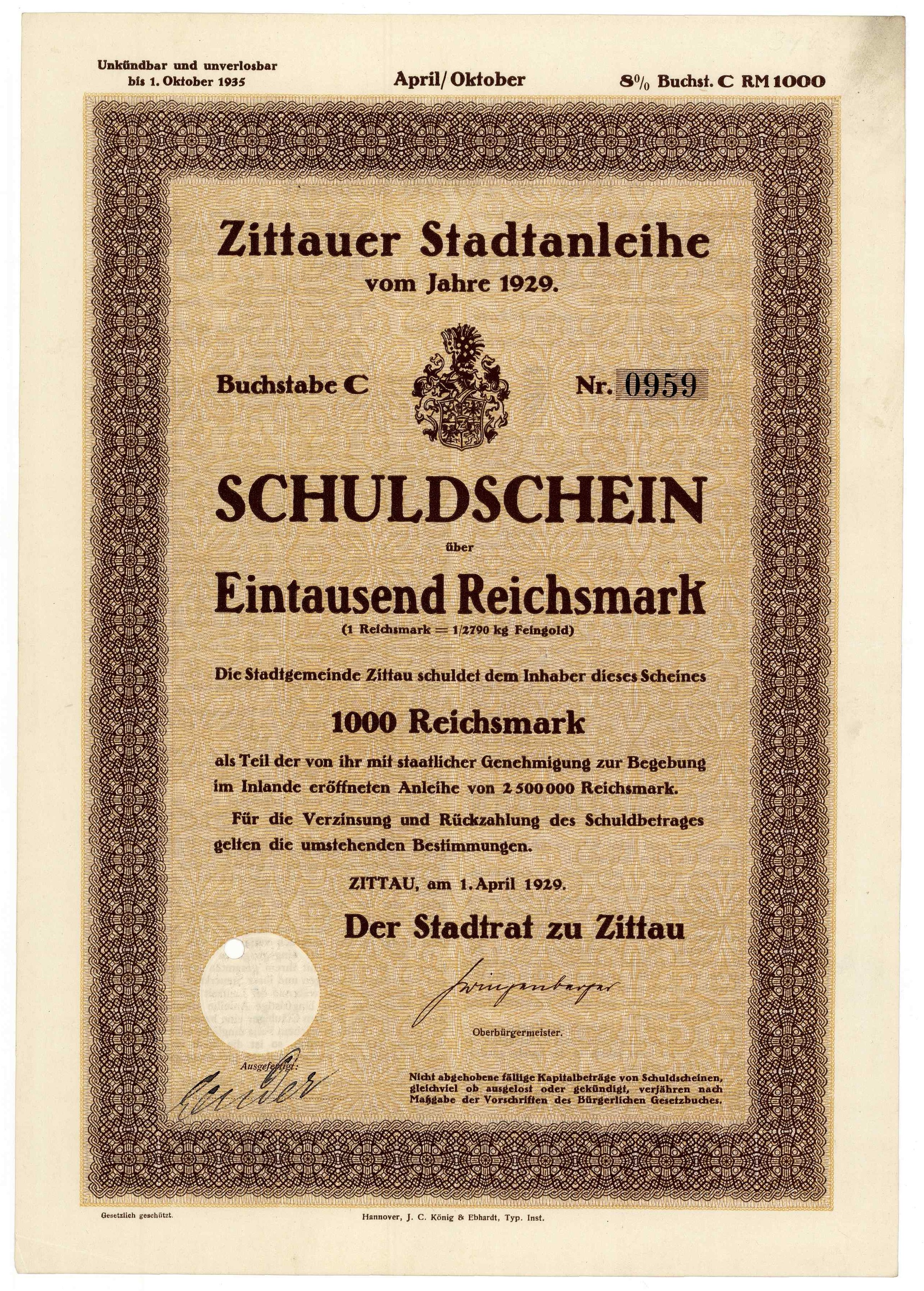
Zittauer Stadtanleihe von 1929 zur Finanzierung von Wohnungsbau und Ausbau des Straßennetzes mit Unterschrift von OB Zwingenberger.

Nach dem Besuch des Gymnasiums in Chemnitz studierte Zwingenberger an den Universitäten Marburg und Leipzig Rechtswissenschaften und Nationalökonomie. Sein Referendariat leistete er in Chemnitz, Reichenau und Auerbach/Vogtl. ab. Anschließend wurde er Ratsassessor in Hohenstein-Ernstthal. Von 1909 bis 1915 war er Bürgermeister von Brand-Erbisdorf und von 1915 bis 1919 Bürgermeister von Oederan. Es folgte eine Verwendung als Bürgermeister in Zittau, bevor er 1923 als Nachfolger von Wilhelm Külz Oberbürgermeister dieser Stadt wurde. Während seiner Amtszeit wurden eine ganze Reihe von Bauvorhaben realisiert, u. a. der Neubau des Stadttheaters. Nach der Machtübernahme durch die NSDAP blieb der weiterhin parteilose Zwingenberger zwar im Amt, ihm wurde aber 1937 die Kompetenz für Personalangelegenheiten entzogen. Wegen seiner Weigerung, der Enteignung des städtischen Elektrizitätswerks zuzustimmen, wurde er am 31. Oktober 1944 durch den sächsischen Reichsstatthalter Martin Mutschmann als Oberbürgermeister entlassen.
Nach Kriegsende wurde er im Mai 1945 von der sowjetischen Besatzungsmacht zunächst kurzzeitig wieder in sein altes Amt eingesetzt, jedoch bald darauf zum kommissarischen Landrat des Kreises Zittau ernannt. Dieses Amt verlor er aber bereits wieder am 30. Juni 1945, woraufhin er eine Anwaltskanzlei in Großschönau eröffnete. Im Dezember 1947 wurde Zwingenberger verhaftet, weil er wegen seiner Tätigkeit als Oberbürgermeister nach 1933 nun als „Hauptverbrecher“ im Sinne der Kontrollratsdirektive Nr. 38 galt. In einem Schauprozess im September 1948 im Zittauer Volkshaus wurde er zu einer Gefängnisstrafe von drei Jahren verurteilt. Diese musste er nach einem erfolglosen Revisionsantrag und Gnadengesuch bis 1950 in der Justizvollzugsanstalt Brandenburg verbüßen.
Nach seiner Haftentlassung kehrte Zwingenberger zunächst nach Zittau zu seiner Familie zurück und übersiedelte 1957 zu seiner Tochter in die Bundesrepublik Deutschland, wo er erst in Leonberg, später in Kiel bis zu seinem Tod in einem Altersheim lebte.